# Mai 1933
Cette page présente les faits marquants du mois de mai 1933.

## Événements
- 1er mai :
  - France : instauration de la fête du travail national.
  - Allemagne : le jour du travail devient jour du travail national.

- 2 mai, Allemagne : les locaux du syndicat Allgemeiner Deutscher Gewerkschaftsbund sont occupés, ses biens sont saisis et ses dirigeants arrêtés.

- 7 mai : Grand Prix automobile de Tripoli.

- 7 au 8 mai : traversée de l'océan Atlantique du Sénégal au Brésil par un petit monomoteur monoplace polonais RWD-5.

- 10 mai, Allemagne :
  - Autodafé de Berlin : 20 000 livres jugés « décadents, corrupteurs et étrangers à l’esprit allemand » sont brûlés.
  - Dissolution des syndicats. Création du Front allemand du travail (DAF) soumis au NSDAP.

- 14 mai :
  - Affaire de Nazino,  6 114 Soviétiques sont déportés sur une île de l'Ob en Sibérie sans équipements ni assez de nourriture. Plus de 4 000 meurent en un mois, de nombreux cas de cannibalisme ont lieu[1].
  - Béatification de Gemma Galgani (1878-1903) par le pape Pie XI.

- 17 mai : loi sur les congrégations religieuses en Espagne : les lieux de culte et les monastères sont déclarés propriétés publiques.

- 20 mai : en Autriche, le chancelier Dollfuss crée le Front patriotique pour remplacer les partis politiques après avoir ajourné le Parlement sine die.

- 21 mai : Avusrennen.

- 22 mai : exposition universelle de Chicago.

- 26 mai
  - France : fondation du Front commun contre le fascisme sur l’initiative de Gaston Bergery.
  - L'Australie revendique un tiers du continent antarctique.

- 27 mai[2] : fondation de la Ligue coloniale du Reich, qui réclame le retour des colonies perdues en 1919 à l’Allemagne.

- 28 mai :
  - Allemagne : les nationaux-socialistes remportent les élections à Dantzig.
  - Eifelrennen.
  - Targa Florio

- 30 mai : 
  - à Prague, la Petite Entente s’oppose à la révision des traités d’après-guerre.
  - 500 miles d'Indianapolis

- 31 mai : armistice de Tanggu entre la Chine et le Japon.

## Naissances
- 3 mai : 
  - James Brown,  musicien, chanteur, auteur-compositeur, danseur et producteur américain († 25 décembre 2006).
  - Steven Weinberg, physicien américain et colauréat du prix Nobel de physique de 1979 († 24 juillet 2021).
- 5 mai : Manuel Mirabal, trompettiste de jazz cubain († 28 octobre 2024).
- 10 mai :
  - Jean Becker, réalisateur français.
  - Françoise Fabian, actrice française.
- 11 mai : Carlos Lyra, chanteur de bossa nova brésilien († 16 décembre 2023).
- 18 mai : Bernadette Chirac, femme politique française.
- 19 mai : Edward de Bono, médecin maltais († 9 juin 2021).
- 21 mai : 
  - Maurice André, trompettiste français († 25 février 2012).
  - Robert Castel, comédien et humoriste français († 5 décembre 2020).
- 22 mai : Chen Jingrun, mathématicien chinois († 19 mars 1996).
- 25 mai : John Fulton, matador américain († 28 février 1998).
- 29 mai : Marc Carbonneau, terroriste québécois.

## Décès
- 11 mai : John G. Adolfi, réalisateur américain (° 1888).
- 14 mai : Balto, chien de traineau et husky sibérien.
- 24 mai : Ludovic Arrachart, aviateur français, pionnier des raids intercontinentaux.